# 希爾施格拉本河 (安勞特河支流)
49°03′08″N 11°07′11″E / 49.05234°N 11.11986°E
希爾施格拉本河（德語：Hirschgraben），是德國的河流，位於該國東南部，由巴伐利亞負責管轄，屬於安勞特河的右支流，河道全長0.9公里，發源自嫩斯林根附近。